# 林懋陽故居
24°09′58″N 120°41′34″E / 24.166217°N 120.692729°E
林懋陽故居，又名一德洋樓，是位於臺灣臺中市北屯區北屯里的和洋樣式宅邸群，分為合院、洋樓、眷村，乃神岡林家始建於1920年代，戰後時期作為眷村一德新村使用，今列歷史建築。

## 歷史

### 建立由來
清末及日治時期神岡仕紳林振芳之孫林懋陽，在1907年娶北屯富豪賴長榮之女賴端為妻後，原先在距賴家不遠處居住，之後先後於1924年至1928年興建建物占地約425坪的宅院。1925年，家族遷入。此合院格局為正身與左右護龍組成的三合院，兩側山牆牆上配以灰色橫條洗石子。合院牆壁採土角磚、清水紅磚兩種形式。正身地板比左右護龍略高，正身樓梯也比兩側要寬廣而達七拱圈。右護龍後方有日式木造住宅，推測為主人臥室。

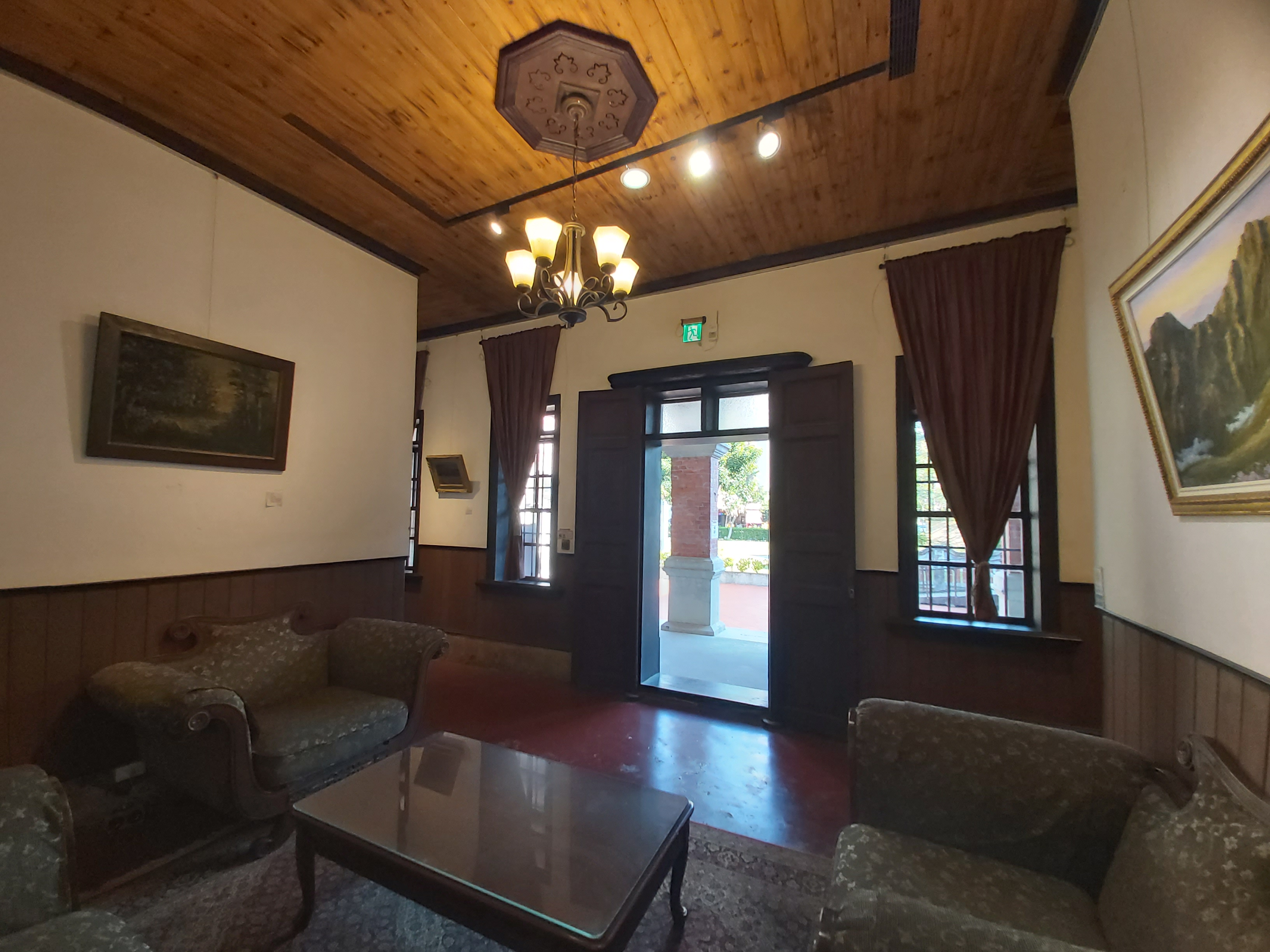
正廳內視圖
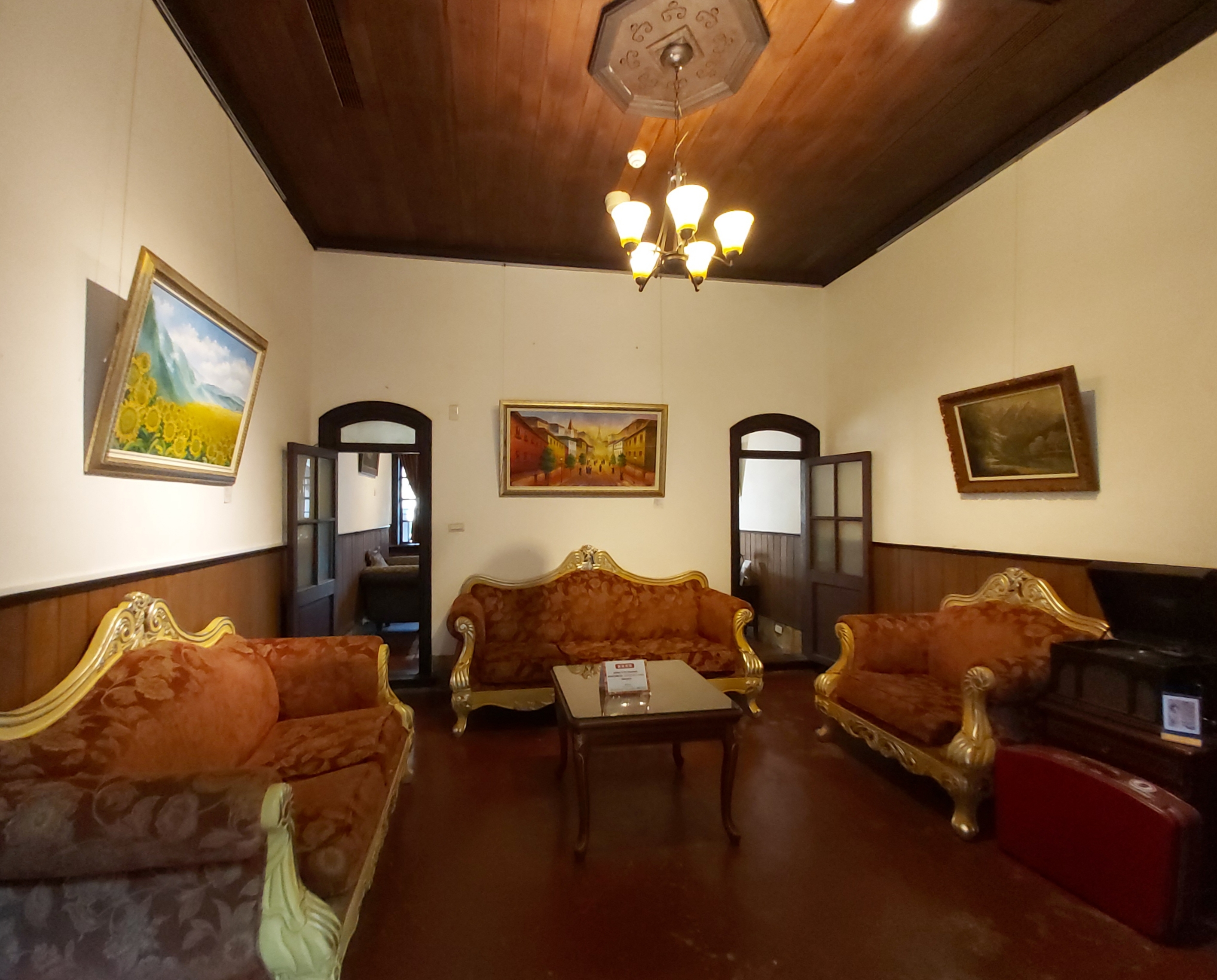
後廳外視圖
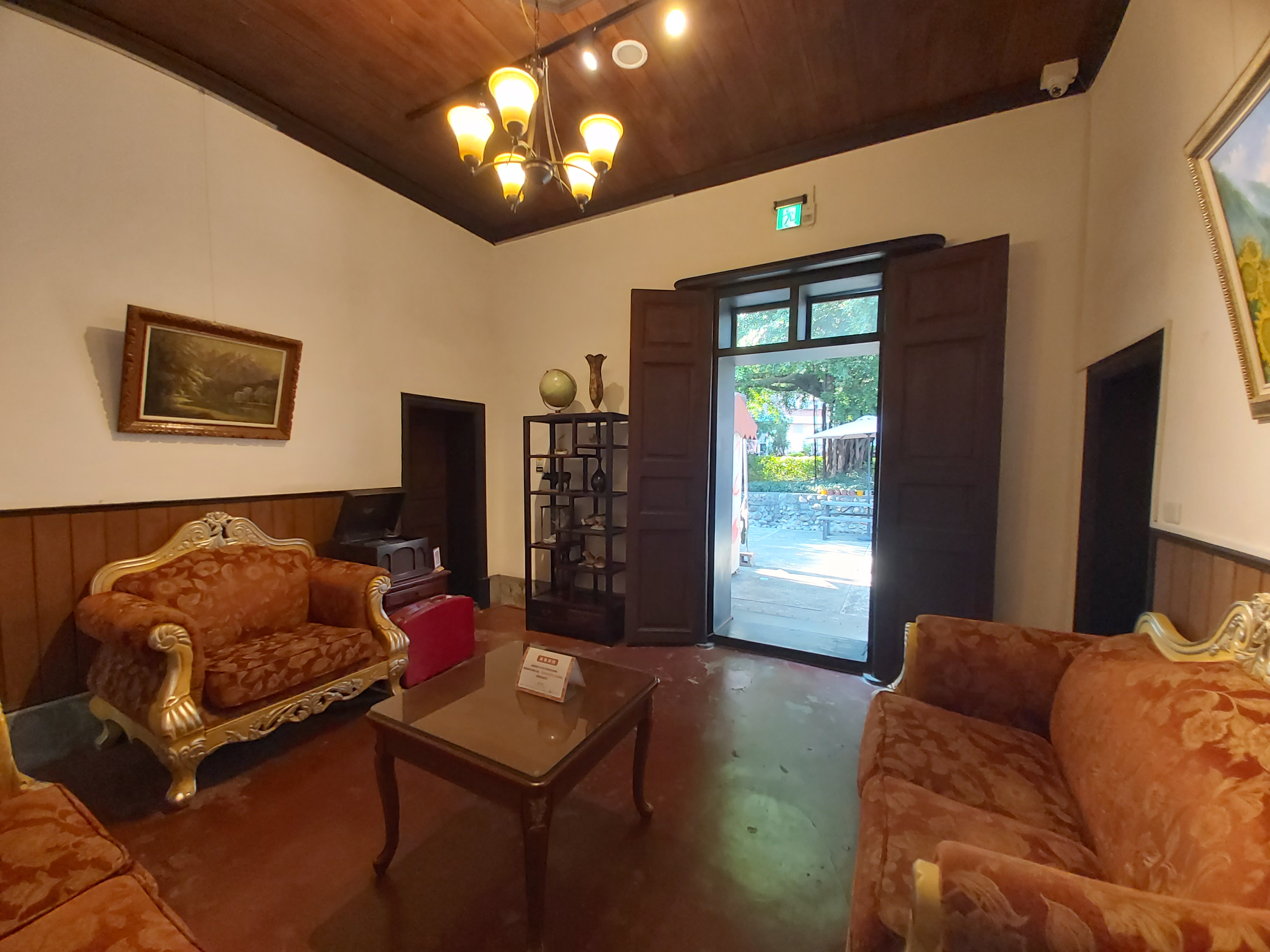
後廳內視圖

周圍兩公畝土地均為林懋陽所有，日後作為眷村一德新村。草悟道旁的金典酒店，以前則是林懋陽家族的菜園。從小在合院正房長大的林懋陽五女林玉紗回憶，當時家族人丁興旺，當初出嫁時還有丫鬟陪嫁到夫家。林懋陽三房則愛好藝術，會協助經商的林懋陽招待來賓。

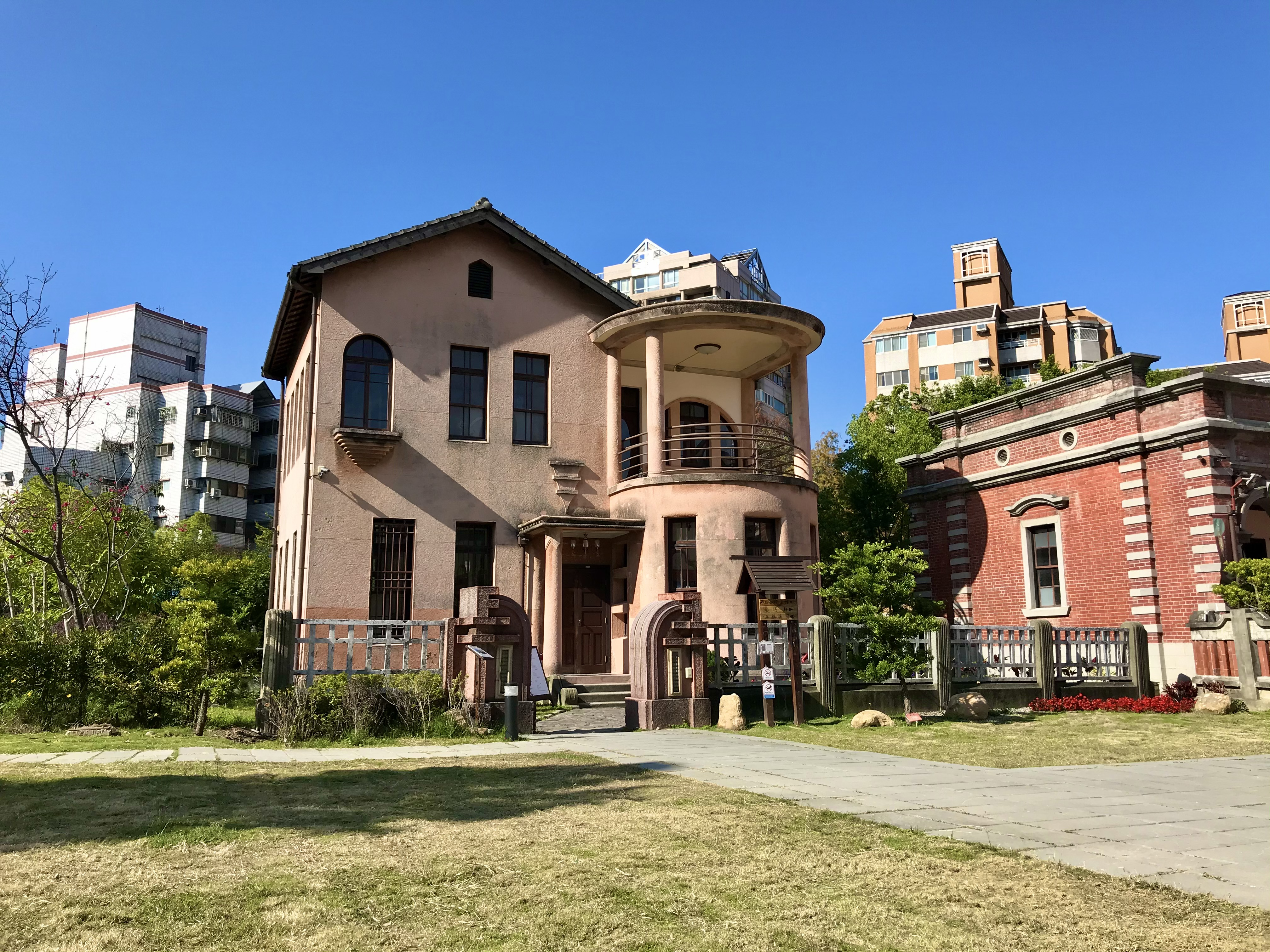
林懋陽故居洋樓部分

1929年，為林懋陽三房在旁興建洋樓，俗稱「細姨樓」。此建築正面有兩層八卦樓空間，一樓為接待室，二樓為陽台。建築形式裝飾風藝術，外牆表面及裝飾均採用有色洗石子粉刷，入口柱台階及圍牆均作許多裝飾線腳。窗戶造型玻璃，為從日本進口。內部木造樓梯欄杆為竹子造型，以象徵步步高升。裏面大多為西式格局，林懋陽在興建完成後與第三房一同入住以及三房的子女。新建後的洋房格局根據三房後代口述記錄，二樓其中有一間裝潢比較好是主要是拿來招待貴賓的客房。另一間和式鋪設榻榻米也是用來招待貴賓使用，大多是日本朋友，大多是學校的人，如學校教務主任等。在1948年被徵收賣掉後，裏頭有張紅銅的床也就跟著到後來搬到的原子街那邊，可惜的是那張床也被偷走遺失了。

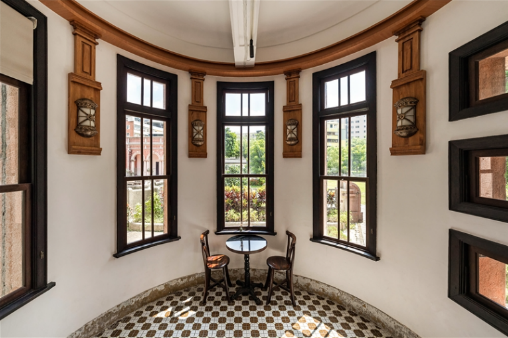
洋樓一樓室內
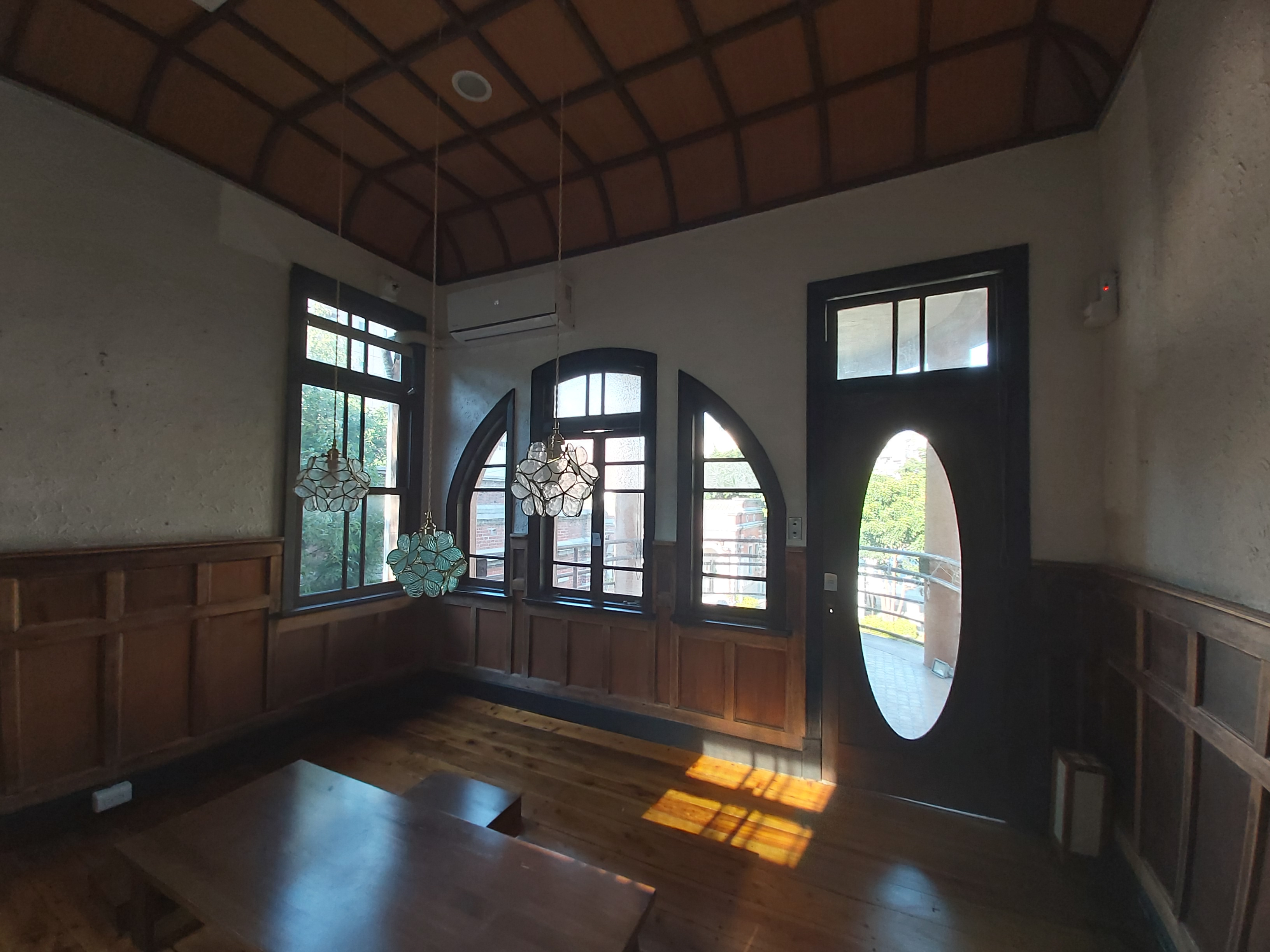
洋樓二樓室內
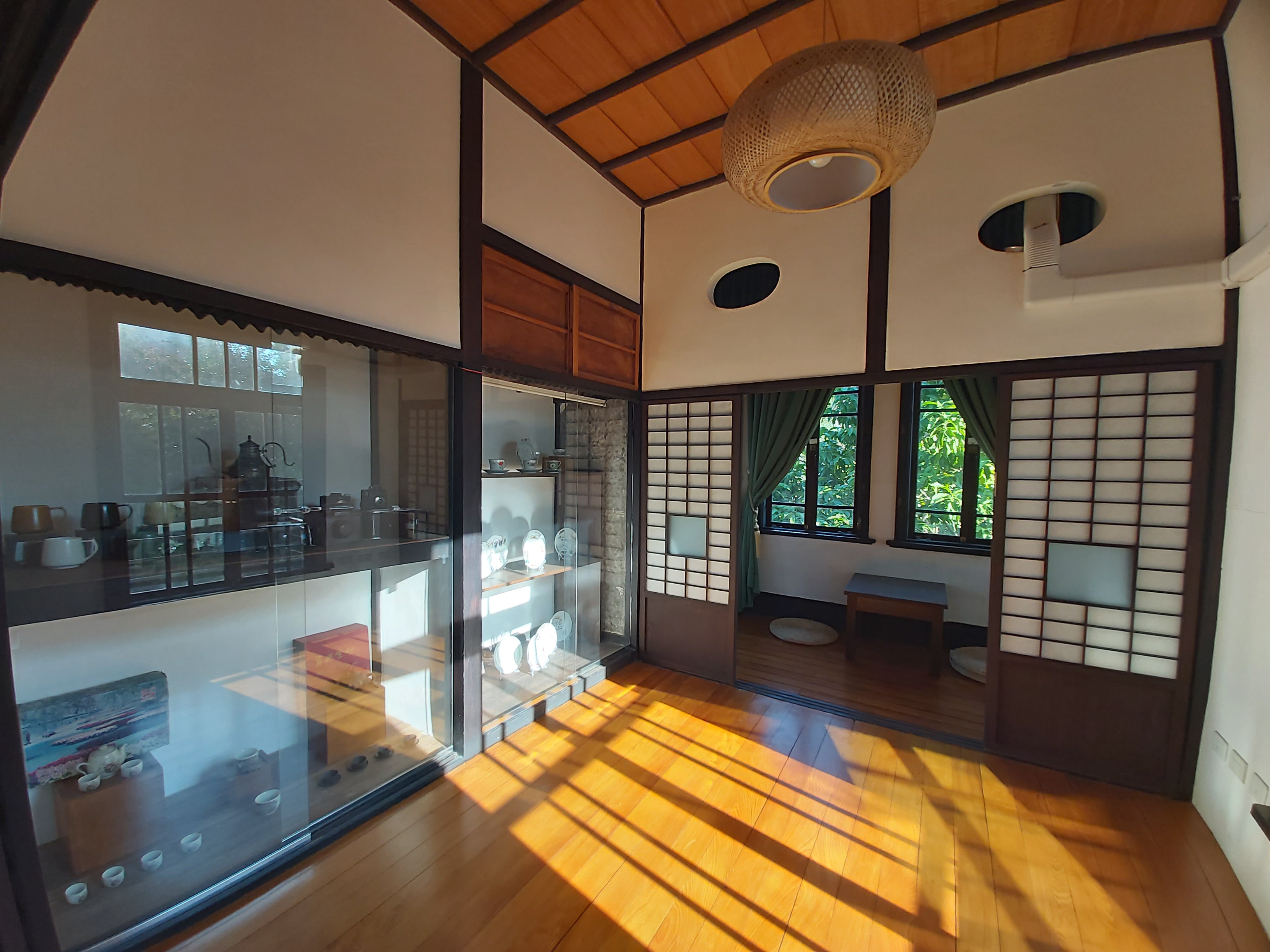
洋樓二樓展間

### 作為眷村

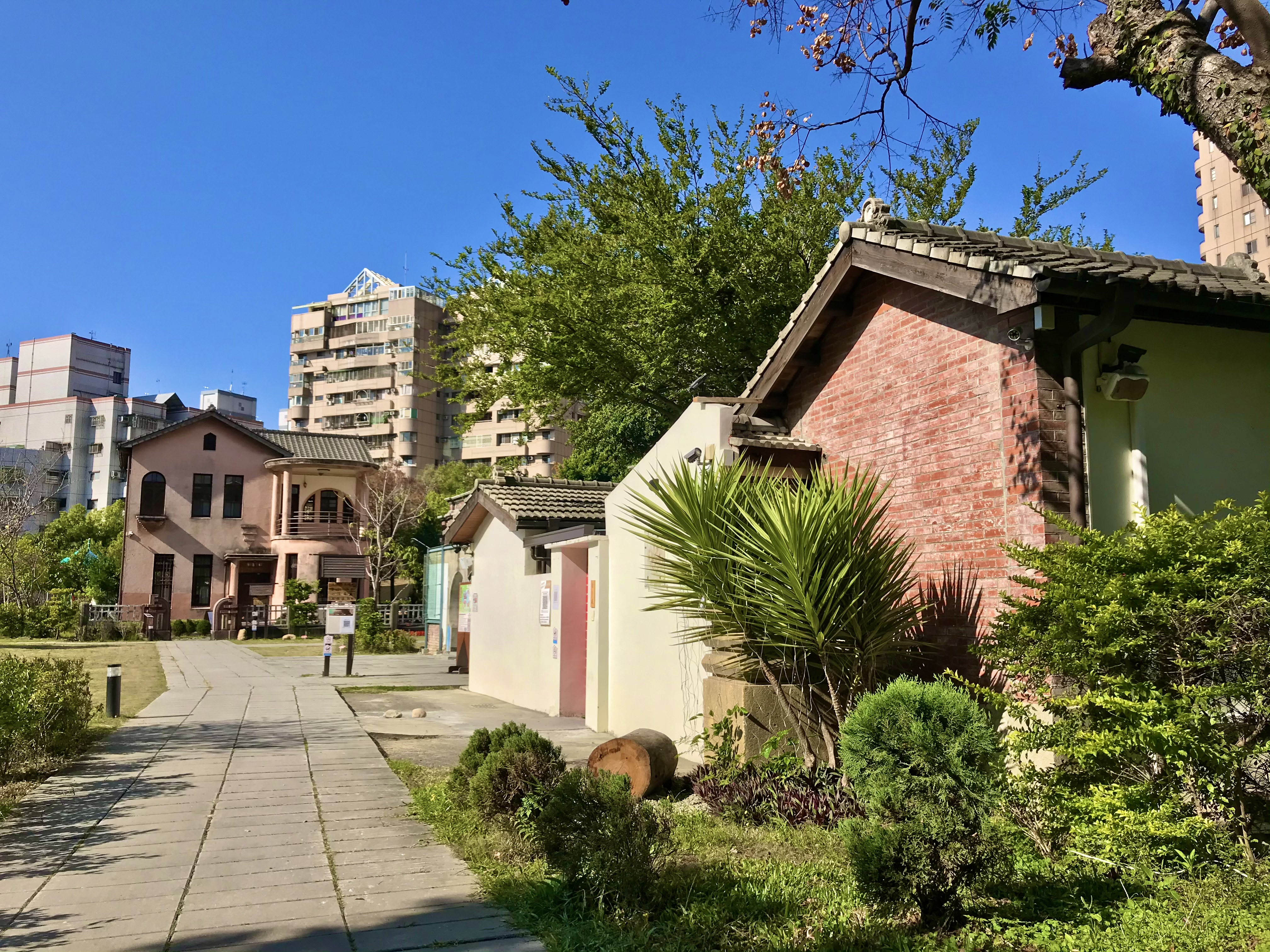
洋樓與眷村建物

1948年，聯勤糧秣廠取得林懋陽故居與周圍土地。初期，作為青島糧秣廠成員所居，至八二三砲戰後才有其他部隊眷戶搬遷於此。1960年代，建物前方水塘與周圍改造為一德新村，主建物被分配作五戶高階軍官眷屬使用。因一德新村的緣故，當地民眾也稱林懋陽故居為「一德洋樓」。
原先一德洋樓被一百多戶眷村房包圍，直到眷戶多年後遷至陸光七村。眷戶於2008年7月底完成搬遷後，10月12日上午發生火災。之後抓到的三十歲周姓嫌犯稱，是為了報復友人才對其機車縱火。眷村建物於2009年依眷改條例拆除後缺乏管理，林懋陽故居更被當成拾荒者的倉庫。當地的北屯里長張惠英曾希望國防部搭建圍籬，避免影響公共安全。

### 整修活化
2011年5月16日，國防部和市府舉行協調會，將一德新村交由台中市政府代管。林懋陽故居在市府文化局列為歷史建物後，因多年未規劃，引起議員賴順仁、沈佑蓮等質疑。市府建設局編列新台幣1300萬元，於2013年10月2日動工施做綠美化工程，自市地14期重劃區內移植樹栽種。內政部營建署將一德新村分為兩部分整修，其中0.35公頃的一德洋樓作整修，1.05公頃將規畫蓋住宅大樓，中間保留40公尺緩衝綠帶。12月26日，林懋陽故居修復開工，台中市長胡志強出席。除花費4500萬元修復外，更自製上千塊土角磚、採用特別的色洗石子粉刷，以重現歷史原貌。
2017年1月16日，政府以《促進民間參與公共建設法》交由禧院投資有限公司經營。糕餅業背景的禧院投資公司，以婚慶風格裝潢，並引進羅布森冊惦、布朗尼甜點、餅舖、茶館。6月18日開放參觀時，市長林佳龍、文化局長王志誠、立委盧秀燕、林懋陽第五個女兒林玉紗及第八個兒子林岱希等人參加。建物共分三個區域，合院區、洋樓區及眷村區。

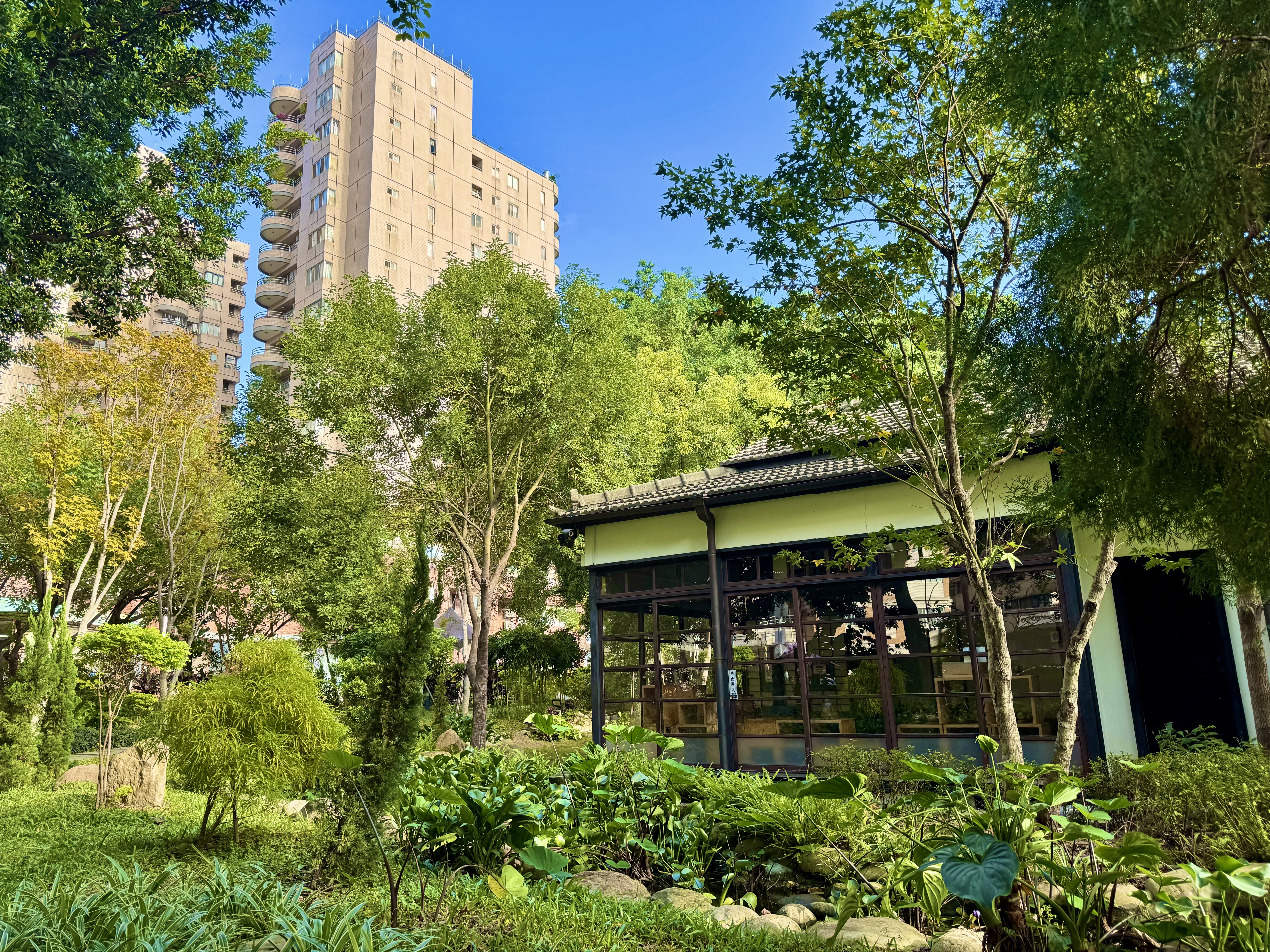
林懋陽故居和室

2019年5月8日，市府文化局發布新聞稿，指出禧院積欠員工薪資、積欠物料廠商貨款，臺中市文化資產處會先收回經營權。之後文資處在2021年7月1日，點交給人文國際股份有限公司做營運規劃。2022年2月19日正式開幕時，林懋陽女兒林雲霞等家屬、文化局長陳佳君、副局長曾能汀、立法委員莊競程、議員沈佑蓮、黃守達、陳成添、黃建豪等人、北屯區各里里長等出席。
與其家族相關被列為古蹟的，還有祖輩的社口林宅、姻親的積善樓。